# Охна цельнолистная
Охна цельнолистная (лат. Ochna integerrima) — вид растений рода Охна.
Ареал произрастания — Бангладеш, Северо-Восточная Индия, полуостров Индокитай и Южный Китай.
Небольшое дерево или кустарник высотой 2–7 м с крупными жёлтыми цветами. Ствол может быть прямым или скрученным, диаметр составляет 6–16 см. В дикой природе произрастает преимущественно в нижнем ярусе тропических лесов, часто на берегах водоёмов, где на него падает рассеянный солнечный свет. Это создаёт определённые трудности в культивировании вида.
Жёлтые цветы охны популярны на юге Вьетнама, растения (часто в стиле бонсай) покупают во время Тета. У вьетнамцев существует поверье, что в праздник Тет цветок охны может изгнать призраков до следующего Нового года. В Таиланде растение также популярно. Цветок охны цельнолистной является символом провинции Мукдахан.

## Галерея

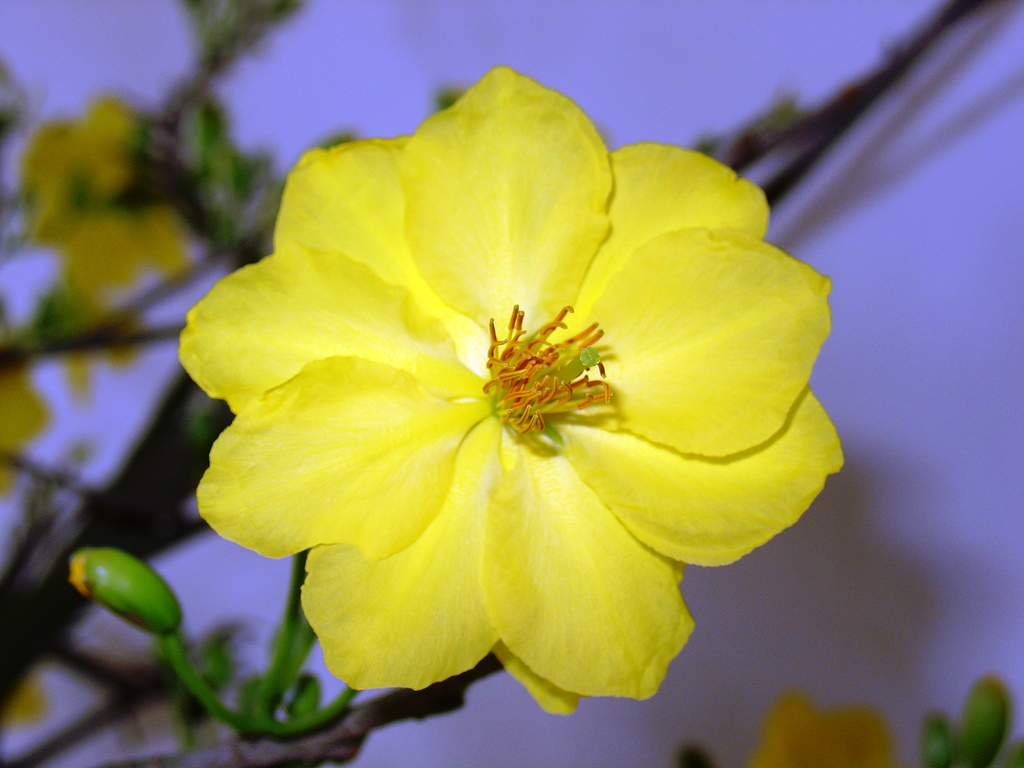
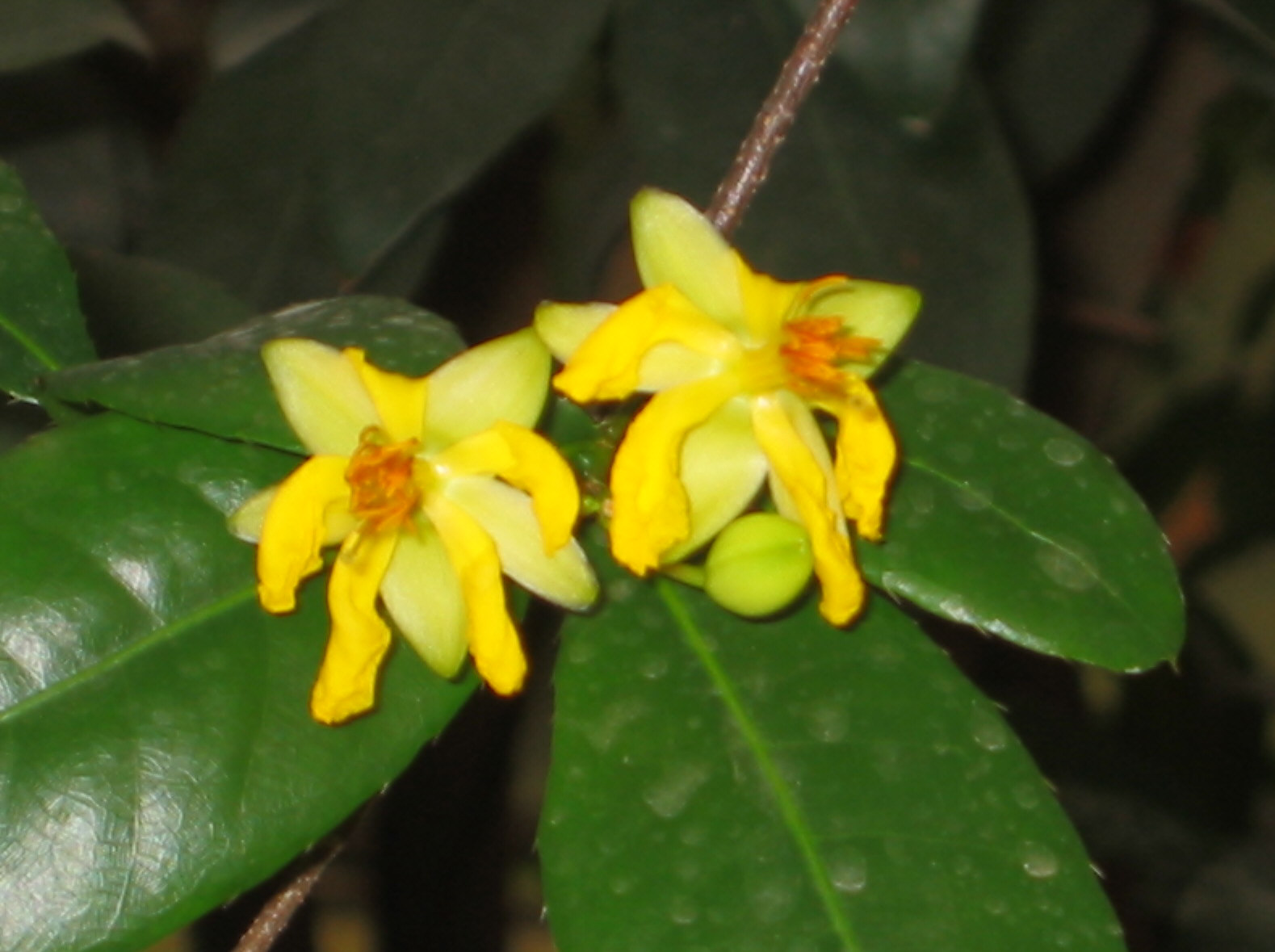
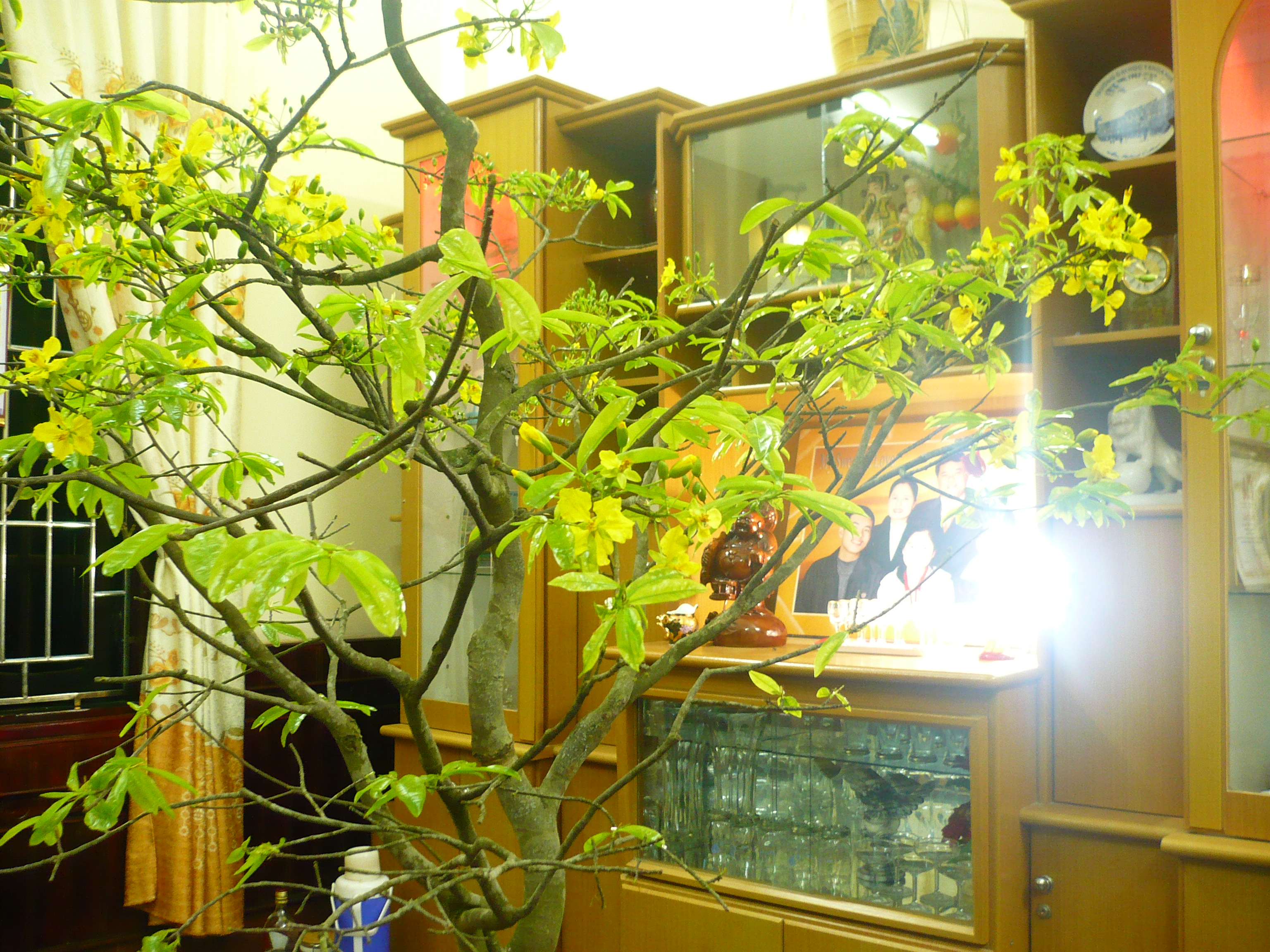
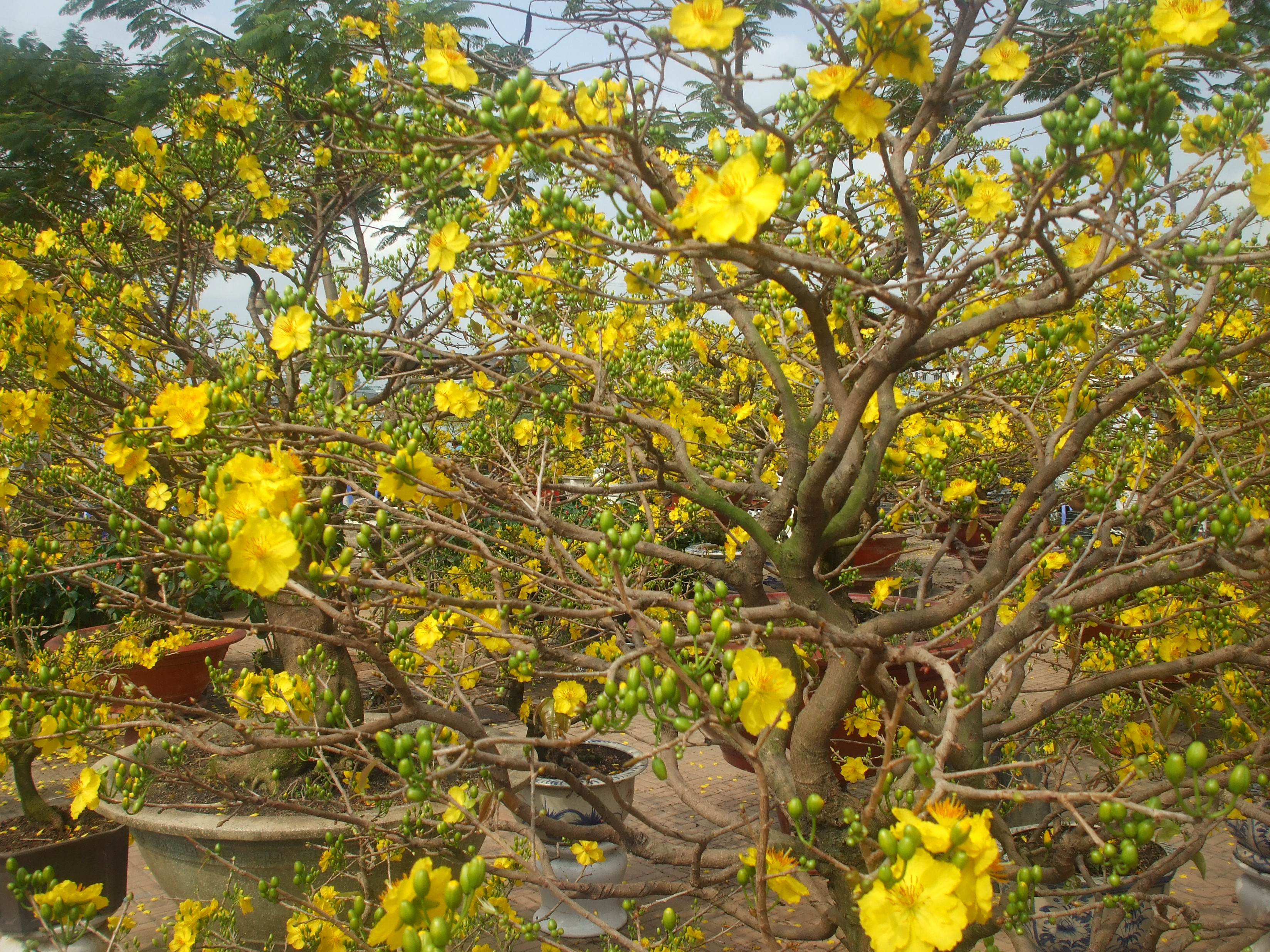